# District de Derecske
Le district de Derecskei (en hongrois : Derecskei járás) est un des 10 districts du comitat de Hajdú-Bihar en Hongrie. Créé en 2013, il compte 41 820 habitants et rassemble 13 localités : 11 communes et 2 villes dont Derecske, son chef-lieu.
Cette entité existait déjà auparavant. Elle appartenait au comitat de Bihar jusqu'en 1950. Le district a été supprimé en 1978.

## Localités
- Derecske
- Esztár
- Hajdúbagos
- Hosszúpályi
- Kismarja
- Kokad
- Konyár
- Létavértes
- Mikepércs
- Monostorpályi
- Pocsaj
- Sáránd
- Tépe